# كتاب عالية نجد
كتاب عالية نجد هو كتاب في جغرافية نجد والمملكة العربية السعودية، ألفه المؤرخ سعد بن جنيدل (1343 هـ - 1427 هـ)، تحدث المؤلف في كتابه عن جغرافية وتاريخ عالية نجد وبقية أرجاء المملكة العربية السعودية، وقد أفاض في كتابه على ذكر المواقع والآثار والشواهد التي شملتها كل منطقة، مما جعل الكتاب يطبع في 3 مجلدات، ويضم الكتاب ثلاثة أجزاء: الجزء الأول يبدأ من حرف أ- ح، والثاني من حرف خ- ظ، والثالث من حرف ع- ي، تقع كلها في 1390 صفحة، صدر للكتاب طبعتين: الأولى عام 1399 هـ، والثانية عام 1417 هـ.